# Joniec (plaats)
Joniec is een dorp in het Poolse woiwodschap Mazovië, in het district Płoński. De plaats maakt deel uit van de gemeente Joniec en telt 270 inwoners.

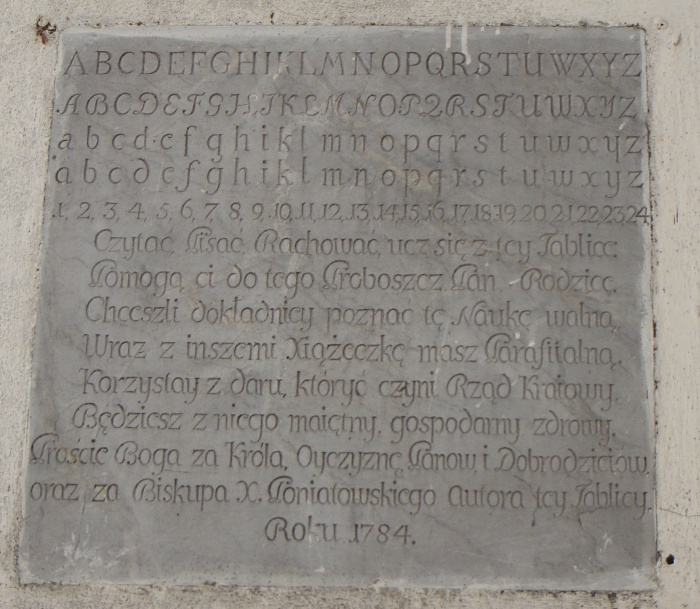
Tablica na dzwonnicy kościoła